# Setge de Varna (1201)
El  setge de Varna  (búlgar: Обсада на Варна) va tenir lloc entre el 21 i el 24 març de 1201 a Varna, a la costa búlgara del mar Negre entre els búlgars i els romans d'Orient. Els búlgars van sortir-ne victoriosos i van capturar la ciutat.

## Antecedents
Després que el més jove dels tres germans Assèn, Kaloian, fos coronat emperador a principi de 1197, immediatament va decidir continuar la guerra amb els romans d'Orient per tots els mitjans i d'alliberar totes les terres búlgares. L'any següent, Kaloian fins i tot es va aliar amb Ivanko, l'assassí del seu germà gran, Ivan Assèn.

## El setge
Al començament del nou segle es va apoderar del poderós castell de Constància (prop de la moderna Simeonovgrad) i després van donar un cop en direcció contrària i va assetjar l'última fortalesa romana d'Orient al nord de les muntanyes dels Balcans, Varna. Aquesta fortalesa estava defensada per una nombrosa guarnició, inclosos els mercenaris occidentals coneguts com els soldats més valents de l'exèrcit romà d'Orient. Per tal de prendre la fortalesa, els enginyers búlgars van construir una enorme torre de setge que era més àmplia que el fossat exterior. Amb l'ajuda de l'equip de setge, l'exèrcit búlgar va ser capaç de travessar el fossat i arribar a les muralles de la ciutat i al tercer dia del setge, el 24 març 1201 els búlgars van penetrar la fortalesa. Segons l'historiador romà d'Orient Nicetes Coniata, Kaloyan no va dubtar a matar tots els defensors tot i que era la Pasqua. Els romans d'Orient van ser llançats en una fossa i enterrats vius. Després d'això, va destruir els murs de la ciutat i va tornar a la seva capital, Tarnovo.

## Conseqüències
Al final de l'any, Bulgària i l'Imperi Romà d'Orient van començar la negociació que va concloure amb un tractat de pau a principi de 1202. Els búlgars van assegurar els seus nous guanys i ara eren capaços d'enfrontar-se a l'amenaça d'Hongria al nord-oest. Després de diverses batalles a la vall del riu Morava, els hongaresos van ser derrotats.